# Jaylon Brown
Jaylon Marcus Brown  (Fishers, 11 de septiembre de 1994) es un jugador de baloncesto estadounidense. Con 1,83 metros de altura juega en la posición de escolta. Actualmente milita en las filas del Bursaspor Basketbol de la Basketbol Süper Ligi.

## Trayectoria deportiva

### Universidad
Jugó durante cuatro temporadas con los Evansville Purple Aces destacando en su etapa universitaria, donde en su último año (2016-17) consiguió unos números excelentes: 20.9 puntos, 4.4 rebotes y 3.1 asistencias por encuentro. 

### Profesional
Tras no ser drafteado en 2017, saltó al profesionalismo en las filas del KK Karpoš Sokoli, donde disputó la liga macedonia al comienzo de la temporada 2017-18 promediando 15.5 puntos por partido y disputó la FIBA Europe Cup promediando 11.4 puntos, 2.2 asistencias y 1.8 rebotes por encuentro.
En febrero de 2018, abandonaría el conjunto macedonio para acabar la temporada en las filas del Salon Vilpas Vikings finlandés, con el que fue subcampeón de la competición doméstica con unas estadísticas medias de 15.5 puntos, 3.4 asistencias y 2.9 rebotes.
En julio de 2018, firma por el Bilbao Basket para jugar en la Liga LEB Oro, tras el descenso del conjunto bilbaíno a la categoría de plata. En 2019 Bilbao Basket gana los playoffs y sube a ACB.
El 22 de julio de 2021, firma por el Hamburg Towers de la BBL alemana.
En la temporada 2022-23, firma por el Pınar Karşıyaka de la Basketbol Süper Ligi.
El 1 de agosto de 2024 fichó por el Bursaspor Basketbol de la Basketbol Süper Ligi.